# Ridgwayia pinicola
Ridgwayia pinicola е вид птица от семейство Turdidae, единствен представител на род Ridgwayia.

## Разпространение и местообитание
Видът е разпространен в планините на Мексико на надморска височина от 1800 до 3500 метра. Среща се и в Западен Тексас и в югоизточната част на Аризона. Обитава предимно дерета от борови и дъбови гори.